# 維列伊卡州

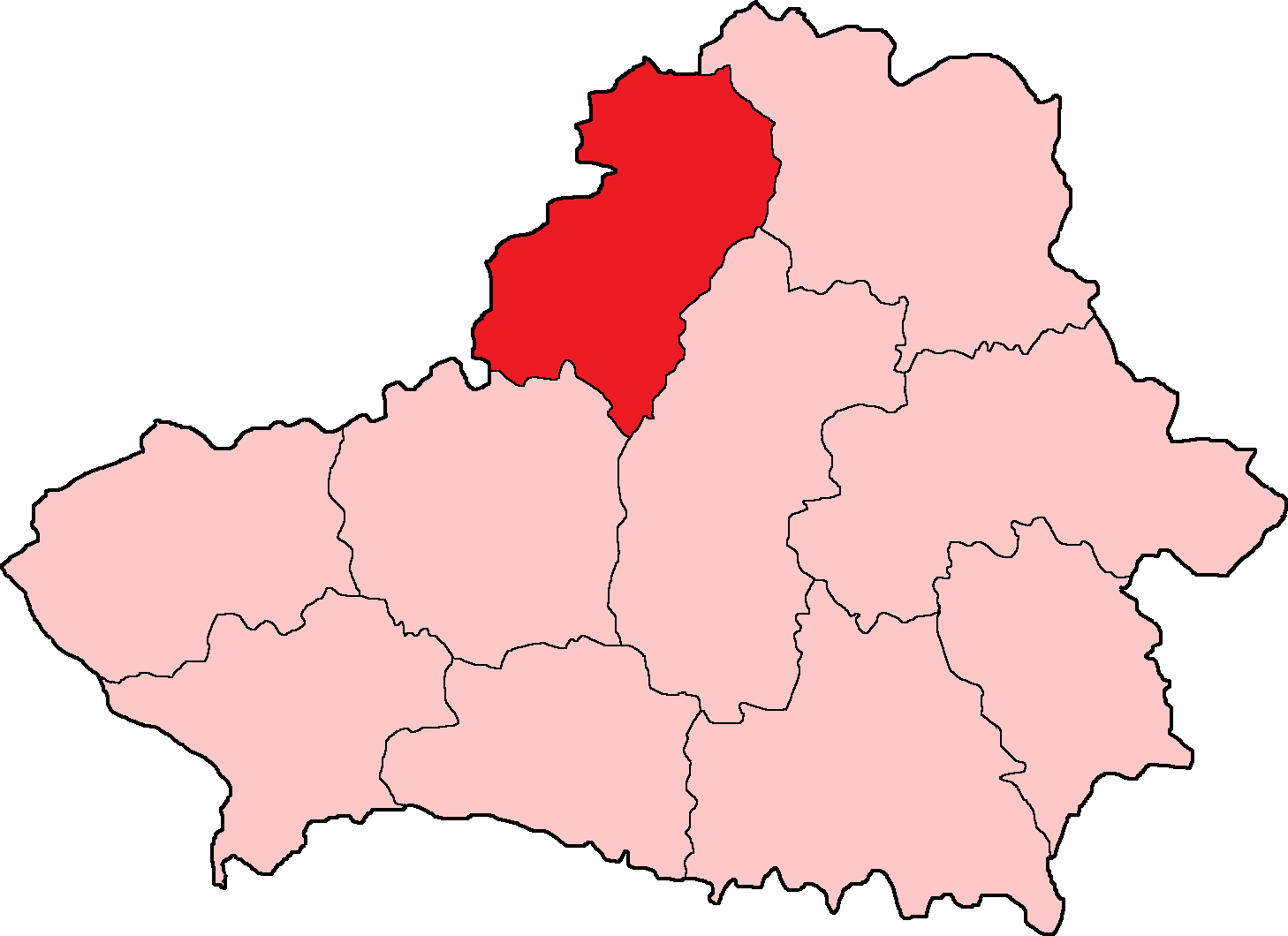
1940年的白俄羅斯，紅色為維列伊卡州

維列伊卡州是蘇聯白俄羅斯蘇維埃社會主義共和國的一個州，位於該加盟共和國的西北部。1939年12月4日蘇聯在波蘭被蘇德瓜分後在原維爾諾省的土地上建立的。面積20,700平方公里，1941年人口938,000人。首府維列伊卡。下分22縣。
1944年9月20日州府遷至維列伊卡以南20公里的莫洛傑奇諾。州名亦跟隨改為莫洛傑奇諾州。